# Combiné nordique au Festival olympique d'hiver 2015 de la jeunesse européenne
Pour des articles plus généraux, voir Festival olympique d'hiver 2015 de la jeunesse européenne, Combiné nordique au Festival olympique d'hiver de la jeunesse européenne et Combiné nordique en 2015.
Navigation
2011
Les épreuves de combiné nordique au Festival olympique d'hiver 2015 de la jeunesse européenne se sont déroulées en janvier 2015 en Autriche.
L'épreuve de 10 km est remporté par l'Allemand Willi Hengelhaupt devant le Finlandais Severi Taipale et l'Autrichien Samuel Mraz (de).
Deux jours plus tard, le relais autrichien bat l'Allemagne grâce à une remontée lors de la course de ski de fond.
La dernière course, le 5 km est remporté par Willi Hengelhaupt qui avait dominé le concours de saut et qui a fait la course en tête lors de la course de ski de fond. Il s'est imposé devant Samuel Mraz et Théo Rochat.

## Organisation

### Sites

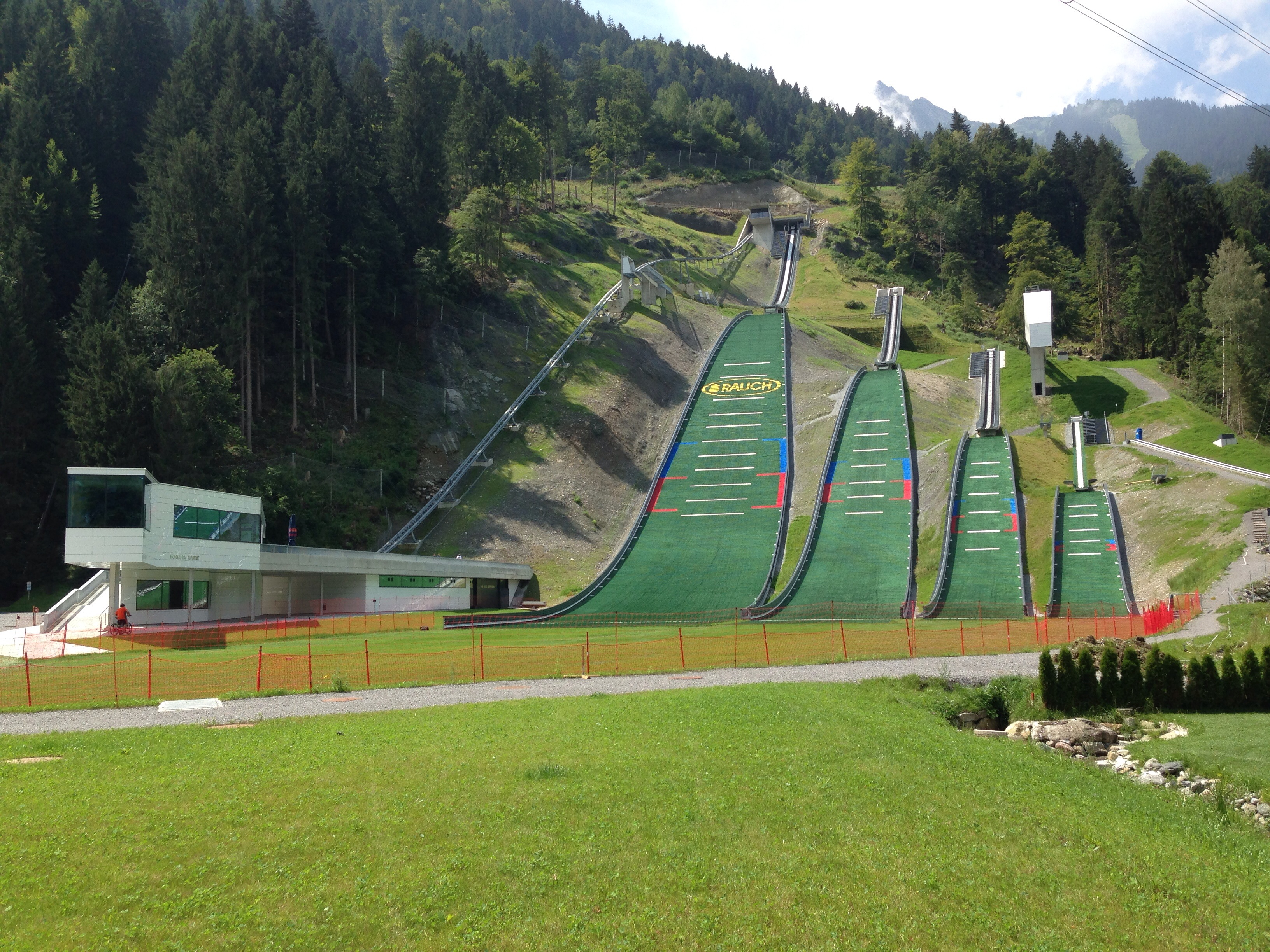
Le

Le saut à ski a lieu sur les tremplins qui sont situés à Tschagguns. Un tremplin (le Rhätikonschanze) existait dans cette ville depuis le début du XXe siècle. En 1937, ce tremplin est remplacé par le Zelfenschanze qui était le plus grand tremplin d'Autriche lors de son ouverture. Le tremplin a été utilisé jusqu'en dans les années 1960. Une reconstruction a été décidée en 2007. La construction des tremplins a débuté au printemps 2013 et elle s'est terminé en juin 2014,. La construction des tremplins a coûté plus de 15 millions d'euros.
Ce complexe est composé de quatre tremplins : un K 20, un K 35, un K 60 (HS 66) et un tremplin normal K 95 (HS 108). La cérémonie d'ouverture a eu lieu au pied du tremplin.
La course de ski de fond a eu lieu à Partenen (de), un hameau du village de Gaschurn situé à une vingtaine de minutes du tremplin,,.

### Calendrier
Des entraînements ont lieu les jours précédant les épreuves,. Les entraînements de sauts ont lieu les matins et les entraînements de ski de fond les après-midi,.
| Épreuves                 | Date            | Épreuve     | Horaire | Horaire |
| ------------------------ | --------------- | ----------- | ------- | ------- |
| Gundersen NH HS108/10 km | 26 janvier 2015 | Saut à ski  | 10:00   |         |
| Gundersen NH HS108/10 km | 26 janvier 2015 | Ski de fond | 14:30   |         |
| Par équipes HS108/4 × 5  | 28 janvier 2015 | Saut à ski  | 09:00   |         |
| Par équipes HS108/4 × 5  | 28 janvier 2015 | Ski de fond | 14:00   |         |
| Gundersen NH HS108/5 km  | 30 janvier 2015 | Saut à ski  | 09:00   |         |
| Gundersen NH HS108/5 km  | 30 janvier 2015 | Ski de fond | 14:00   |         |

### Format des épreuves

#### Épreuves individuelles
Les athlètes exécutent premièrement un saut sur le tremplin normal (HS 108) suivi d’une course de ski de fond de 5 km ou 10 km qui consiste à parcourir deux ou quatre boucles de 2,5 km. Après le saut, des points sont attribués pour la longueur et le style. Le départ de la course de ski de fond s'effectue selon la méthode Gundersen (1 point = 4 secondes) : le coureur occupant la première place du classement de saut s’élance en premier, et les autres partent ensuite dans l’ordre fixé. Le premier skieur à franchir la ligne d’arrivée remporte l’épreuve.

#### Épreuves par équipe
Le relais est constitué de quatre concurrents qui effectuent individuellement un saut sur le tremplin (HS 108). On additionne ensuite les résultats de chaque membre de l’équipe. L’équipe qui obtient le maximum de points (tous concurrents confondus) sera la première équipe à partir dans la partie du ski de fond qui consiste en un relais 4 × 5 km. Comme dans l'individuel, on détermine les temps de départ dans un ordre fixé selon le tableau de Gundersen. L’équipe dont le premier skieur franchit la ligne d’arrivée remporte l’épreuve.

## Athlètes
Les comités olympiques nationaux européens peuvent engager 4 athlètes à condition que les athlètes aient la même nationalité que celle du comité olympique qui les engage. Les épreuves de combiné nordique ne sont ouvertes qu'aux garçons nés en 1998 et en 1999.
Les comités nationaux ont jusqu'au 8 décembre 2014 pour soumettre une longue liste puis jusqu'au 8 janvier 2015 pour soumettre leur short list.
45 garçons représentant 12 nations participent à la compétition :
| - Autriche (4) - Allemagne (4) - Estonie (4) - Finlande (4) - France (4) - Italie (4) |  | - Norvège (4) - Pologne (4) - Russie (4) - Slovénie (4) - Tchéquie (4) - Ukraine (1) |

## Récit des épreuves

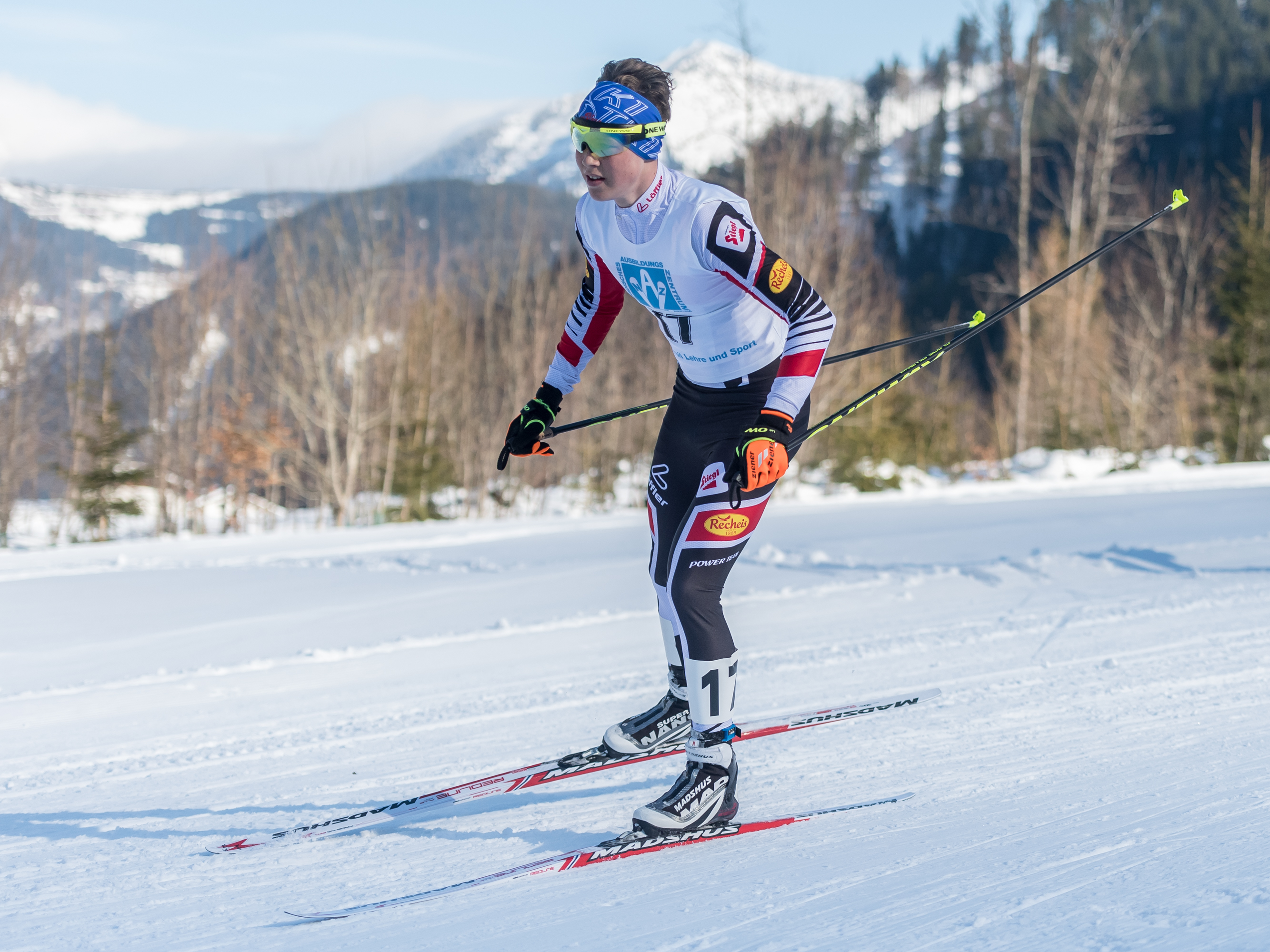
Samuel Mraz (ici en 2017) qui signe trois podiums lors de cette compétition

Le saut de l'épreuve de 10 km est dominé par le français Lilian Vaxelaire qui a réalisé 100 m,. Il devance de 0,1 points Vid Vrhovnik. Constantin Schnurr est troisième avec un saut de 98 m et il a un retard de 2 s. Willi Hengelhaupt, Samuel Mraz (de) et Risto Raudberg suivent à 4 s. Lors de la course de fond, l'Allemand Willi Hengelhaupt mène le groupe de tête avant d’accélérer à mi-course pour remporter la course. Cette attaque n'était pas prévu mais « il se sentait bien ». Il s'impose devant le Finlandais Severi Taipale qui termine deuxième grâce au deuxième meilleur temps de fond. Samuel Mraz qui était dans le groupe de tête termine troisième car il n'a pu suivre l'accélération de Willi Hengelhaupt et qu'il a été dépassé par Severi Taipale. Lilian Vaxelaire, partit en tête, termine 14e à 1 min 35 s.
Lors de l'épreuve par équipes, l'Allemagne domine le concours de saut,. l'équipe d’Allemagne dispose de 23 s sur l'équipe de France et 55 s sur la Slovénie,. L'équipe d'Autriche est sixième avec un handicap d'une minute quinze. L'Autriche décide de rentrer rapidement sur la tête. L'équipe d'Autriche qui n'avait pas d'objectifs particuliers pour cette course remonte progressivement,. Dans le troisième tour, l'autrichien Samuel Mraz a rattrapé l'allemand Tim Kopp en tête. Dans le dernier tour, Mika Vermeulen lâche Willi Hengelhaupt qui avait remporté le 10 km. L'Autriche s'impose avec trois secondes d'avance sur l'Allemagne. Constantin Schnurr juge « que l'équipe d'Allemagne a réalisé un excellent concours de saut et que les Autrichiens étaient les plus forts ». Les athlètes allemands ont été déçus puis ont finalement jugé que leur deuxième place est correcte. L'équipe de France qui n'a jamais été en mesure de se battre pour la victoire termine troisième à 1 min 13 s 4. L'équipe de République tchèque est quatrième à plus d'une minute de la troisième place.
Lors du saut de l'épreuve de 5 km est dominé par l'Allemand Willi Hengelhaupt, vainqueur de la précédente épreuve individuelle. Il a réalisé un saut de 103 m ce qui lui octroie 9 s sur Risto Raudberg qui a sauté 100,5 m. Samuel Mraz (de) est troisième à 27 s. Lors du départ de la course de ski de fond, Risto Raudberg est disqualifié pour départ anticipé. Willi Hengelhaupt fait course en tête et s'impose avec 36 s 4 grâce au sixième temps de ski,. Il s'impose devant l'Autrichien Samuel Mraz. Le Français Théo Rochat, meilleur fondeur de l'épreuve, remonte à la troisième place juste devant l'Italien Aaron Kostner.

## Podiums
| Épreuve                  | Or                        | Or            | Argent                        | Argent        | Bronze               | Bronze        |
| ------------------------ | ------------------------- | ------------- | ----------------------------- | ------------- | -------------------- | ------------- |
| Gundersen NH HS108/10 km | Willi Hengelhaupt         | 27 min 17 s 4 | Severi Taipale                | 27 min 30 s 4 | Samuel Mraz (de)     | 27 min 34 s 5 |
| Gundersen NH HS108/5 km  | Willi Hengelhaupt         | 13 min 40 s 9 | Samuel Mraz (de)              | 14 min 17 s 3 | Théo Rochat          | 14 min 25 s 4 |
| Par équipes HS108/4 × 5  | Autriche - Mika Vermeulen | 56 min 37 s 3 | Allemagne - Willi Hengelhaupt | 56 min 40 s 6 | France - Théo Rochat | 57 min 50 s 7 |

## Tableau des médailles
| Rang  | Nation    | Or | Argent | Bronze | Total |
| ----- | --------- | -- | ------ | ------ | ----- |
| 1     | Allemagne | 2  | 1      | 0      | 3     |
| 2     | Autriche  | 1  | 2      | 0      | 3     |
| 3     | Finlande  | 0  | 1      | 0      | 1     |
| 4     | France    | 0  | 0      | 2      | 2     |
| Total | Total     | 3  | 3      | 3      | 9     |

## Résultats détaillés

### Gundersen NH HS108/10 km
Le tableau ci-dessous montre les résultats de la compétition avec le nom des participants, leur pays, leur classement, les temps dans l'épreuve de fond, la longueur de leur saut et les points qu'ils ont remportés dans les deux épreuves,.
| Position | Athlète                    | Nation    | Distance (m) | Points | Retard au départ | Temps du ski de fond | Écart          |
| -------- | -------------------------- | --------- | ------------ | ------ | ---------------- | -------------------- | -------------- |
| 1.       | Willi Hengelhaupt          | Allemagne | 97,5         | 121,2  | +0 min 4 s       | 27 min 13 s 4        |                |
| 2.       | Severi Taipale             | Finlande  | 96,0         | 114,7  | +0 min 30 s      | 27 min 0 s 4         | +13 s 0        |
| 3.       | Samuel Mraz (de)           | Autriche  | 98,0         | 121,1  | +0 min 4 s       | 27 min 30 s 5        | +17 s 1        |
| 4.       | Constantin Schnurr         | Allemagne | 98,0         | 121,5  | +0 min 2 s       | 27 min 43 s 0        | +27 s 6        |
| 5.       | Aaron Kostner              | Italie    | 93,0         | 111,2  | +0 min 44 s      | 27 min 11 s 1        | +37 s 7        |
| 6.       | Benedikt Schwaiger         | Allemagne | 97,0         | 120,3  | +0 min 7 s       | 27 min 54 s 4        | +44 s 0        |
| 7.       | Daniel Rieder              | Autriche  | 93,5         | 109,6  | +0 min 50 s      | 27 min 16 s 9        | +49 s 5        |
| 8.       | Tim Kopp                   | Allemagne | 93,5         | 112,6  | +0 min 38 s      | 27 min 35 s 6        | +56 s 2        |
| 9.       | Lars Ivar Skårset (en)     | Norvège   | 94,0         | 111,0  | +0 min 44 s      | 27 min 30 s 5        | +57 s 1        |
| 10.      | Vid Vrhovnik               | Slovénie  | 99,5         | 122,0  | +0 min 0 s       | 28 min 24 s 5        | +1 min 7 s 1   |
| 11.      | Mika Vermeulen             | Autriche  | 86,5         | 92,5   | +1 min 58 s      | 26 min 28 s 2        | +1 min 8 s 8   |
| 12.      | Ondrej Pazout              | Tchéquie  | 95,5         | 118,7  | +0 min 14 s      | 28 min 26 s 9        | +1 min 23 s 5  |
| 13.      | Dmitry Gelvig              | Russie    | 91,0         | 101,6  | +1 min 22 s      | 27 min 26 s 4        | +1 min 31 s 0  |
| 14.      | Lilian Vaxelaire           | France    | 100,0        | 122,1  | 0 min 0 s        | 28 min 53 s 2        | +1 min 35 s 8  |
| 15.      | Yann Laheurte              | France    | 94,5         | 114,4  | +0 min 31 s      | 28 min 23 s 3        | +1 min 36 s 9  |
| 16.      | Mikko Hulkko               | Finlande  | 93,0         | 112,0  | +0 min 40 s      | 28 min 14 s 9        | +1 min 37 s 5  |
| 17.      | David Zemek                | Tchéquie  | 92,0         | 106,1  | +1 min 4 s       | 27 min 54 s 6        | +1 min 41 s 2  |
| 18.      | Théo Rochat                | France    | 90,5         | 99,9   | +1 min 29 s      | 27 min 39 s 1        | +1 min 50 s 7  |
| 19.      | Jan Vytrval                | Tchéquie  | 92,0         | 102,3  | +1 min 19 s      | 27 min 49 s 8        | +1 min 51 s 4  |
| 20.      | Brice Ottonello            | France    | 96,0         | 118,7  | +0 min 14 s      | 29 min 17 s 3        | +2 min 13 s 9  |
| 21.      | Philipp Kuttin             | Autriche  | 83,0         | 88,8   | +2 min 13 s      | 27 min 23 s 1        | +2 min 18 s 7  |
| 22.      | Vegar Tiller               | Norvège   | 89,0         | 89,0   | +2 min 12 s      | 27 min 29 s 1        | +2 min 23 s 7  |
| 23.      | Leif Torbjørn Næsvold (en) | Norvège   | 89,0         | 102,3  | +1 min 19 s      | 28 min 22 s 3        | +2 min 23 s 9  |
| 24.      | Pawel Chyc                 | Pologne   | 90,0         | 102,2  | +1 min 20 s      | 28 min 26 s 1        | +2 min 28 s 7  |
| 25.      | Pawel Twardosz             | Pologne   | 92,0         | 108,6  | +0 min 54 s      | 29 min 27 s 3        | +3 min 3 s 9   |
| 26.      | Vili Laukkanen             | Finlande  | 92,0         | 105,2  | +1 min 8 s       | 29 min 14 s 2        | +3 min 4 s 8   |
| 27.      | Risto Raudberg             | Estonie   | 100,5        | 121,0  | +0 min 4 s       | 30 min 19 s 1        | +3 min 5 s 7   |
| 28.      | Denis Parolari             | Italie    | 83,5         | 87,0   | +2 min 20 s      | 28 min 7 s 2         | +3 min 9 s 8   |
| 29.      | Dmytro Mazurchuk (no)      | Ukraine   | 88,5         | 98,4   | +1 min 35 s      | 28 min 56 s 9        | +3 min 14 s 5  |
| 30.      | Klaus-Mark Kolpakov        | Estonie   | 93,5         | 105,3  | +1 min 7 s       | 29 min 25 s 8        | +3 min 15 s 4  |
| 31.      | Jaka Matko                 | Slovénie  | 92,5         | 108,0  | +0 min 56 s      | 29 min 48 s 5        | +3 min 27 s 1  |
| 32.      | Matevz Malovrh             | Slovénie  | 94,5         | 108,0  | +0 min 56 s      | 30 min 7 s 5         | +3 min 46 s 1  |
| 33.      | Gasper Brecl               | Slovénie  | 89,0         | 94,5   | +1 min 50 s      | 29 min 13 s 8        | +3 min 46 s 4  |
| 34.      | Santeri Hynninen           | Finlande  | 90,5         | 96,6   | +1 min 42 s      | 29 min 29 s 4        | +3 min 54 s 0  |
| 35.      | Sergey Ovtin               | Russie    | 85,5         | 88,7   | +2 min 14 s      | 29 min 30 s 1        | +4 min 26 s 7  |
| 36.      | Giulio Bezzi               | Italie    | 92,0         | 100,1  | +1 min 28 s      | 30 min 26 s 6        | +4 min 37 s 2  |
| 37.      | Ivan Konoplev              | Russie    | 91,0         | 89,5   | +2 min 10 s      | 30 min 7 s 7         | +5 min 0 s 3   |
| 38.      | Frantisek Slavik           | Tchéquie  | 83,5         | 92,3   | +1 min 59 s      | 30 min 20 s 3        | +5 min 1 s 9   |
| 39.      | Mirco Sieff                | Italie    | 80,0         | 83,8   | +2 min 33 s      | 29 min 48 s 1        | +5 min 3 s 7   |
| 40.      | Mateusz Dyrcz              | Pologne   | 81,5         | 84,6   | +2 min 30 s      | 30 min 1 s 6         | +5 min 14 s 2  |
| 41.      | Kacper Konior              | Pologne   | 82,5         | 87,5   | +2 min 18 s      | 30 min 39 s 1        | +5 min 39 s 7  |
| 42.      | Ainar Pikk                 | Estonie   | 66,5         | 43,3   | +5 min 15 s      | 32 min 36 s 9        | +10 min 34 s 5 |
| -        | Einar Lurås Oftebro        | Norvège   | 93,0         | 110,6  | +0 min 46 s      | Non partant          | Non partant    |
| -        | Vitalii Ivanov (no)        | Russie    | 86,0         | 93,6   | +1 min 54 s      | Abandon              | Abandon        |

### Gundersen NH HS108/5 km
Le tableau ci-dessous montre les résultats de la compétition avec le nom des participants, leur pays, leur classement, les temps dans l'épreuve de fond, la longueur de leur saut et les points qu'ils ont remportés dans les deux épreuves,.
| Position | Athlète                    | Nation    | Distance (m) | Points | Retard au départ | Temps du ski de fond | Écart         |
| -------- | -------------------------- | --------- | ------------ | ------ | ---------------- | -------------------- | ------------- |
| 1.       | Willi Hengelhaupt          | Allemagne | 103,0        | 129,8  | 0 min 0 s        | 13 min 40 s 9        |               |
| 2.       | Samuel Mraz (de)           | Autriche  | 96,0         | 123,0  | +0 min 27 s      | 13 min 50 s 3        | +36 s 4       |
| 3.       | Théo Rochat                | France    | 89,5         | 112,9  | +1 min 8 s       | 13 min 17 s 4        | +44 s 5       |
| 4.       | Aaron Kostner              | Italie    | 97,0         | 115,2  | +0 min 58 s      | 13 min 27 s 9        | +45 s 0       |
| 5.       | Daniel Rieder              | Autriche  | 95,5         | 114,2  | +1 min 2 s       | 13 min 37 s 5        | +58 s 6       |
| 6.       | Constantin Schnurr         | Allemagne | 95,0         | 117,6  | +0 min 49 s      | 14 min 0 s 6         | +1 min 8 s 7  |
| 7.       | Benedikt Schwaiger         | Allemagne | 94,0         | 119,8  | +0 min 40 s      | 14 min 9 s 8         | +1 min 8 s 9  |
| 8.       | Ondrej Pazout              | Tchéquie  | 90,0         | 114,2  | +1 min 2 s       | 13 min 48 s 7        | +1 min 9 s 8  |
| 9.       | Vid Vrhovnik               | Slovénie  | 96,5         | 121,7  | +0 min 32 s      | 14 min 19 s 4        | +1 min 10 s 5 |
| 10.      | Yann Laheurte              | France    | 97,0         | 117,7  | +0 min 48 s      | 14 min 3 s 8         | +1 min 10 s 9 |
| 11.      | Leif Torbjørn Næsvold (en) | Norvège   | 94,5         | 111,5  | +1 min 13 s      | 13 min 51 s 7        | +1 min 23 s 8 |
| 12.      | Mika Vermeulen             | Autriche  | 85,5         | 102,7  | +1 min 48 s      | 13 min 21 s 9        | +1 min 29 s 0 |
| 13       | Einar Lurås Oftebro        | Norvège   | 97,5         | 121,8  | +0 min 32 s      | 14 min 38 s 7        | +1 min 29 s 8 |
| 14.      | David Zemek                | Tchéquie  | 93,0         | 111,2  | +1 min 14 s      | 14 min 2 s 0         | +1 min 35 s 1 |
| 15.      | Lilian Vaxelaire           | France    | 94,0         | 117,4  | 0 min 50 s       | 14 min 35 s 5        | +1 min 44 s 6 |
| 16.      | Jan Vytrval                | Tchéquie  | 88,5         | 108,1  | +1 min 27 s      | 13 min 58 s 9        | +1 min 45 s 0 |
| 17.      | Tim Kopp                   | Allemagne | 91,5         | 108,2  | +1 min 26 s      | 14 min 10 s 4        | +1 min 55 s 5 |
| 18.      | Klaus-Mark Kolpakov        | Estonie   | 95,0         | 107,9  | +1 min 28 s      | 14 min 11 s 0        | +1 min 58 s 1 |
| 19.      | Vili Laukkanen             | Finlande  | 91,0         | 106,1  | +1 min 35 s      | 14 min 6 s 3         | +2 min 0 s 4  |
| 20.      | Brice Ottonello            | France    | 98,0         | 120,8  | +0 min 36 s      | 15 min 14 s 8        | +2 min 9 s 9  |
| 21.      | Santeri Hynninen           | Finlande  | 93,5         | 109,2  | +1 min 22 s      | 14 min 32 s 3        | +2 min 13 s 4 |
| 22.      | Giulio Bezzi               | Italie    | 92,5         | 111,3  | +1 min 14 s      | 14 min 41 s 0        | +2 min 14 s 1 |
| 23.      | Philipp Kuttin             | Autriche  | 84,0         | 91,6   | +2 min 33 s      | 13 min 27 s 9        | +2 min 20 s 0 |
| 24.      | Matevz Malovrh             | Slovénie  | 89,5         | 111,2  | +1 min 14 s      | 14 min 47 s 6        | +2 min 20 s 7 |
| 25.      | Ivan Konoplev              | Russie    | 88,0         | 109,7  | +1 min 20 s      | 14 min 44 s 2        | +2 min 23 s 3 |
| 26.      | Pawel Twardosz             | Pologne   | 90,5         | 108,6  | +1 min 25 s      | 14 min 46 s 2        | +2 min 30 s 3 |
| 27.      | Denis Parolari             | Italie    | 88,5         | 100,1  | +1 min 59 s      | 14 min 24 s 0        | +2 min 42 s 1 |
| 28.      | Sergey Ovtin               | Russie    | 88,5         | 102,3  | +1 min 50 s      | 14 min 35 s 7        | +2 min 44 s 8 |
| 29.      | Jaka Matko                 | Slovénie  | 90,0         | 105,7  | +1 min 36 s      | 14 min 51 s 3        | +2 min 46 s 4 |
| 30.      | Vitalii Ivanov (no)        | Russie    | 85,5         | 90,8   | +2 min 36 s      | 14 min 8 s 0         | +3 min 3 s 1  |
| 31.      | Gasper Brecl               | Slovénie  | 86,0         | 100,4  | +1 min 58 s      | 14 min 46 s 6        | +3 min 3 s 7  |
| 32.      | Mirco Sieff                | Italie    | 80,0         | 83,6   | +3 min 5 s       | 14 min 4 s 9         | +3 min 29 s 0 |
| 33.      | Frantisek Slavik           | Tchéquie  | 87,5         | 98,8   | +2 min 4 s       | 15 min 18 s 2        | +3 min 41 s 3 |
| 34.      | Kacper Konior              | Pologne   | 82,5         | 91,3   | +2 min 34 s      | 15 min 13 s 6        | +4 min 6 s 7  |
| 35.      | Mateusz Dyrcz              | Pologne   | 83,0         | 95,7   | +2 min 16 s      | 15 min 44 s 9        | +4 min 20 s 0 |
| 36.      | Artti Aigro                | Estonie   | 90,5         | 110,6  | +1 min 17 s      | 16 min 53 s 4        | +4 min 29 s 5 |
| 37.      | Ainar Pikk                 | Estonie   | 78,0         | 75,5   | +3 min 37 s      | 16 min 13 s 1        | +6 min 9 s 2  |
| -        | Mikko Hulkko               | Finlande  | 95,5         | 105,9  | +1 min 36 s      | Non partant          | Non partant   |
| -        | Dmitry Gelvig              | Russie    | 87,5         | 97,8   | +2 min 8 s       | Non partant          | Non partant   |
| -        | Vegar Tiller               | Norvège   | 82,5         | 85,3   | +2 min 58 s      | Non partant          | Non partant   |
| -        | Risto Raudberg             | Estonie   | 100,5        | 127,6  | +0 min 9 s       | Disqualifié          | Disqualifié   |

### Relais
Le tableau ci-dessous montre les résultats de la compétition avec le nom des participants, leur pays, leur classement, la longueur de leurs sauts et les points qu'ils ont remportés dans les deux épreuves,.
| Rang | Pays                                                                       | Longueur (m)         | Points                        | Différence de temps | Temps            | Rang du ski de fond | Classement final |
| ---- | -------------------------------------------------------------------------- | -------------------- | ----------------------------- | ------------------- | ---------------- | ------------------- | ---------------- |
| 1    | Autriche Daniel Rieder Philipp Kuttin Samuel Mraz (de) Mika Vermeulen      | 93,5 79,0 99,5 89,5  | 398,6 107,2 74,6 117,9 98,9   | +1 min 15 s         | 55 min 22 s 3    | 1                   | 56 min 37 s 3    |
| 2    | Allemagne Constantin Schnurr Benedikt Schwaiger Tim Kopp Willi Hengelhaupt | 99,0 96,0 93,5 101,0 | 454,7 117,5 114,1 102,4 120,7 | 0 min 0 s           | 56 min 40 s 6    | 2                   | +3 s 3           |
| 3    | France Yann Laheurte Brice Ottonello Lilian Vaxelaire Théo Rochat          | 94,0 92,5 100,5 92,5 | 437,5 108,9 103,9 120,2 104,5 | +0 min 23 s         | 57 min 27 s 7    | 3                   | +1 min 13 s 4    |
| 4    | Tchéquie Jan Vytrval Frantisek Slavik David Zemek Ondrej Pazout            | 91,0 87,5 91,0 94,5  | 402,7 100,0 90,5 101,1 111,1  | +1 min 9 s          | 57 min 43 s 7    | 4                   | +2 min 15 s 4    |
| 5    | Finlande Mikko Hulkko Vili Laukkanen Santeri Hynninen Severi Taipale       | 91,0 86,5 92,5 93,0  | 399,2 102,9 94,3 100,8 101,2  | +1 min 14 s         | 58 min 21 s 1    | 5                   | +2 min 57 s 8    |
| 6    | Italie Denis Parolari Giulio Bezzi Mirco Sieff Aaron Kostner               | 85,0 92,5 81,5 96,0  | 384,6 84,3 107,4 79,9 113,0   | +1 min 33 s         | 58 min 58 s 4    | 6                   | +3 min 37 s 0    |
| 7    | Russie Vitalii Ivanov (no) Ivan Konoplev Sergey Ovtin Dmitry Gelvig        | 84,0 87,0 90,5       | 362,9 85,2 91,7 91,6 94,4     | +2 min 2 s          | 58 min 41 s 3    | 7                   | +4 min 23 s 1    |
| 8    | Slovénie Vid Vrhovnik Gasper Brecl Jaka Matko Matevz Malovrh               | 98,0 89,5 92,5 89,0  | 413,3 116,4 96,8 101,7 98,4   | +0 min 55 s         | 1 h 0 min 13 s 5 | 8                   | +4 min 31 s 2    |
| 9    | Pologne Pawel Chyc Mateusz Dyrcz Pawel Twardosz Kacper Konior              | 87,0 82,0 92,0 84,0  | 353,7 90,8 76,5 101,0 85,4    | +2 min 15 s         | 1 h 0 min 49 s 0 | 9                   | +6 min 26 s 7    |
| 10   | Estonie Klaus-Mark Kolpakov Risto Raudberg Ainar Pikk Artti Aigro          | 91,0 98,5 73,5 90,0  | 372,2 98,0 111,4 63,7 99,1    | +1 min 50 s         | 1 h 3 min 16 s 0 | 10                  | +8 min 28 s 7    |